# Estadio Antonio Escarré
El Estadio Antonio Escarré Cruxent, más conocido como el Parque de Béisbol Antonio Escarré, es un estadio para la práctica del béisbol, ubicado en el barrio de San Cayetano de Catedral, al sur de la ciudad de San José, Costa Rica.
Con mucho, es el estadio más grande e importante del país para los juegos de pelota. Cuenta con una capacidad estimada de 3800 espectadores.
En este inmueble se disputó el primer campeonato oficial y ha sido sede de dos Campeonatos Mundiales (1961 y 1973), ambos ganados por la novena de Cuba. En 1972 y 2013, fue sede de dos campeonatos centroamericanos, así como también ha sido escenario de múltiples torneos tanto nacionales e internacionales.

## Historia
Los orígenes del parque se remontan a la década de 1940. En 1941 en la inauguración de un campeonato nacional de béisbol, el presidente de ese entonces, don Rafael Ángel Calderón Guardia, anunció la compra del terreno para construir un estadio para el desarrollo de ese deporte, aledaños a un antiguo crematorio, al Rastro o Matadero Municipal y a un potrero (todos ellos ya desaparecidos en la actualidad). Ese mismo año, el Estado donó la propiedad y designó al ingeniero Evangelista Romero para los diseños y su construcción.
Los trabajos más importantes se pudieron llevar a cabo gracias al patrocinio y apoyo financiero de la compañía Coca-Cola en el país, representada por su gerente Worth Jackson Maynard en 1944. Maynard fundó y propulsó el primer equipo de béisbol auspiciado por una marca comercial (Coca-Cola), y además, fue uno de los grandes gestores del béisbol en Costa Rica. Con un presupuesto limitado y apenas necesario, se inició la construcción con mano de obra aportada por gran cantidad de beisbolistas locales de la época.
En su diseño y edificación preliminar se demoró alrededor de seis años, utilizando esencialmente madera en la fabricación de graderías, incluyendo un palco y un muro de cemento, varillas y ladrillos para delimitar todo su perímetro. Según el libro Historia del Béisbol del expelotero costarricense Miguel Masís Acosta, se empezó a mencionar el parque en juegos de equipos aficionados a partir de ese entonces, sin que el estadio tuviera algún nombre.
Las graderías y el palco de madera originales fueron demolidos en los inicios de 1950 y se sustituyeron por los definitivos de concreto, en el transcurso de ese mismo año. En ocasión del Mundial de Béisbol de 1961, el Estadio Antonio Escarré fue equipado de torres de iluminación, elemento del que había carecido desde su fundación.
El inmueble fue inaugurado cuando era Director de Deportes el  inmigrante catalán Antonio Escarré Cruxent (1912 – 1987†), un benefactor del deporte en general; en homenaje a su gestión administrativa, el nuevo parque fue bautizado con su nombre. Posteriormente, Escarré también fue presidente de la Federación Costarricense de Fútbol entre 1966 a 1968.
Desde entonces, el estadio ha sido testigo de dos Campeonatos Mundiales, uno en 1961, para el cual se instalaron y estrenaron las referidas torres de alumbrado que se mantienen hasta la actualidad. Este mundial lo ganó Cuba. Posteriormente en 1973, San José fue Sub sede de otro Mundial, celebrado en Nicaragua, también ganado por los cubanos.
En 1972, se celebró el Campeonato Centroamericano, y ha servido de sede para varios torneos internacionales y desde luego los campeonatos nacionales que tienen como sede esta instalación.
La última gran remodelación tuvo lugar entre 2012 y 2013, con motivo de ser la sede del béisbol de los X Juegos Deportivos Centroamericanos Las mejoras incluyeron la instalación de nuevas graderías de concreto, butacas en el segundo piso, cambio de césped, mejora de la iluminación y nuevos camerinos.